# Premierzy Jej Królewskiej Mości Elżbiety II
Premierzy Jej Królewskiej Mości Elżbiety II – premierzy sprawujący urząd podczas panowania królowej Elżbiety II
Królowa Elżbieta II od 1952 roku była głową 32 państw Wspólnoty Narodów.

## Premierzy królestw Wspólnoty Narodów w dniu śmierci Elżbiety II

### Antigua i Barbuda
1. Vere Bird (1981–1994)
2. Lester Bird (1994–2004)
3. Baldwin Spencer (2004–2014)
4. Gaston Browne (od 2014)

### Australia
1. Robert Menzies (1952–1966)
2. Harold Holt (1966–1967)
3. John McEwen (1967–1968)
4. John Gorton (1968 –1971)
5. William McMahon (1971–1972)
6. Gough Whitlam (1972–1975)
7. Malcolm Fraser (1975–1983)
8. Bob Hawke (1983–1991)
9. Paul Keating (1991–1996)
10. John Howard (1996–2007)
11. Kevin Rudd (2007–2010)
12. Julia Gillard (2010–2013)
13. Kevin Rudd (2013)
14. Tony Abbott (2013–2015)
15. Malcolm Turnbull (2015–2018)
16. Scott Morrison (2018–2022)
17. Anthony Albanese (od 2022)

### Bahamy
1. Lynden Pindling (1973–1992)
2. Hubert Ingraham, (1992–2002, 2007–2012)
3. Perry Christie, (2002–2007, 2012–2017)
4. Hubert Minnis (2017–2021)
5. David Philips (od 2021)

### Belize
1. George R. Price (1981–1984, 1989–1993)
2. Manuel Esquivel (1984–1989, 1993–1998)
3. Said Musa (1998–2008)
4. Dean Barrow (2008–2020)
5. Juan Antonio Briceño (od 2020)

### Kanada
1. Louis St. Laurent (1952–1957)
2. John Diefenbaker (1957–1963)
3. Lester Pearson (1963–1968)
4. Pierre Trudeau (1968–1979, 1980–1984)
5. Joe Clark (1979–1980)
6. John Turner (1984)
7. Brian Mulroney (1984–1993)
8. Kim Campbell (1993)
9. Jean Chrétien (1993–2003)
10. Paul Martin (2003–2006)
11. Stephen Harper (2006–2015)
12. Justin Trudeau (od 2015)

### Grenada
1. Eric Gairy (1974–1979)
2. Maurice Bishop (de facto 1979–1983)
3. Herbert Blaize (1984–1989)
4. Ben Jones (1989–1990)
5. Nicholas Brathwaite (1990–1995)
6. George Brizan (1995)
7. Keith Mitchell (1995–2008, od 2013)
8. Tillman Thomas (2008–2013)

### Jamajka
1. Norman Manley (1959–1962)
2. Alexander Bustamante (1962–1967)
3. Donald Sangster (1967)
4. Hugh Shearer (1967–1972)
5. Michael Manley (1972–1980, 1989–1992)
6. Edward Seaga (1980–1989)
7. Percival Patterson (1992–2006)
8. Portia Simpson-Miller (2006–2007, 2012–2016)
9. Bruce Golding (2007–2011)
10. Andrew Holness (2011–2012, od 2016)

### Nowa Zelandia
1. Sidney Holland (1952–1957)
2. Keith Holyoake (1957, 1960–1972)
3. Walter Nash (1957–1960)
4. Jack Marshall (1972)
5. Norman Kirk (1972–1974)
6. Bill Rowling (1974–1975)
7. Robert Muldoon (1975–1984)
8. David Lange (1984–1989)
9. Geoffrey Palmer (1989–1990)
10. Mike Moore (1990)
11. Jim Bolger (1990–1997)
12. Jenny Shipley (1997–1999)
13. Helen Clark (1999–2008)
14. John Key (2008–2016)
15. Bill English (2016–2017)
16. Jacinda Ardern (od 2017)

### Papua-Nowa Gwinea
1. Michael Somare (1975–1980, 1982–1985, 2002−2010, 2011)
2. Julius Chan (1980–1982, 1994–1997)
3. Rabbie Namaliu (1988–1992)
4. Paias Wingti (1985–1988, 1992–1994)
5. Bill Skate (1997–1999)
6. Mekere Morauta (1999–2002)
7. Peter O’Neill (2011–2019)
8. James Marape (od 2019)

### Saint Kitts i Nevis
1. Kennedy Simmonds (1983–1995)
2. Denzil Douglas (1995–2015)
3. Timothy Harris (2015–2022)
4. Terrance Drew (od 2022)

### Saint Lucia
1. John Compton (1979, 1982–1996, 2006–2007)
2. Allan Louisy (1979–1981)
3. Winston Cenac (1981–1982)
4. Michael Pilgrim (1982)
5. Vaughan Lewis (1996–1997)
6. Kenny Anthony (1997–2006, 2011–2016)
7. Stephenson King (2007–2011)
8. Allen Chastanet (2016–2021)
9. Philip Pierre (od 2021)

### Saint Vincent i Grenadyny
1. Milton Cato (1979–1984)
2. James Fitz-Allen Mitchell (1984–2000)
3. Arnhim Eustace (2000–2001)
4. Ralph Gonsalves (od 2001)

### Tuvalu
1. Toaripi Lauti (1979–1981)
2. Tomasi Puapua (1981–1989)
3. Bikenibeu Paeniu (1989–1993, 1996–1999)
4. Kamuta Latasi (1993–1996)
5. Ionatana Ionatana (1999–2000)
6. Lagitupu Tuilimu (2000–2001) (jako pełniący obowiązki premiera)
7. Faimalaga Luka (2001)
8. Koloa Talake (2001–2002)
9. Saufatu Sopoanga (2002–2004)
10. Maatia Toafa (2004–2006, 2010)
11. Apisai Ielemia (2006−2010)
12. Willy Telavi (2010–2013)
13. Enele Sopoaga (2013–2019)
14. Kausea Natano (od 2019)

### Wyspy Salomona
1. Peter Kenilorea (1978–1981, 1984–1986)
2. Solomon Mamaloni (1981–1984, 1989–1993; 1994–1997)
3. Ezekiel Alebua (1986–1989)
4. Francis Billy Hilly (1993–1994)
5. Bartholomew Ulufa’alu (1997–2000)
6. Manasseh Sogavare (2000–2001, 2006–2007, 2014–2017, od 2019)
7. Allan Kemakeza (2001–2006)
8. Snyder Rini (2006)
9. Derek Sikua (2007−2010)
10. Danny Philip (2010–2011)
11. Gordon Darcy Lilo (2011–2014)
12. Rick Houenipwela (2017–2019)

### Wielka Brytania
1. Winston Churchill (1952–1955)
2. Anthony Eden (1955–1957)
3. Harold Macmillan (1957–1963)
4. Alec Douglas-Home (1963–1964)
5. Harold Wilson (1964–1970, 1974–1976)
6. Edward Heath (1970–1974)
7. James Callaghan (1976–1979)
8. Margaret Thatcher (1979–1990)
9. John Major (1990–1997)
10. Tony Blair (1997–2007)
11. Gordon Brown (2007–2010)
12. David Cameron (2010–2016)
13. Theresa May (2016–2019)
14. Boris Johnson (2019–2022)
15. Liz Truss (2022)

## Premierzy byłych królestw Wspólnoty Narodów

### Barbados
1. Errol Barrow (1966–1976, 1986–1987)
2. Tom Adams (1976–1985)
3. Harold St. John (1985–1986)
4. Erskine Sandiford (1987–1994)
5. Owen Arthur (1994–2008)
6. David Thompson (2008–2010)
7. Freundel Stuart (2010–2018)
8. Mia Mottley (2018–2021)

### Cejlon
1. Don Stephen Senanayake (1948–1952)
2. Dudley Senanayake (1952–1953, 1965–1970)
3. John Lionel Kotalawela (1953–1956)
4. Solomon Bandaranaike (1956–1959)
5. Vijayananda Dahanayake (1959–1960)
6. Sirimavo Bandaranaike (1960–1965, 1970–1972)

### Fidżi
1. Kamisese Mara (1970–1987)
2. Timoci Bavadra (1987)

### Gambia
1. Dawda Kairaba Jawara (1965–1970)

### Ghana
1. Kwame Nkrumah (1957–1960)

### Gujana
1. Forbes Burnham (1966–1970)

### Kenia
1. Jomo Kenyatta (1963–1964)

### Malawi
1. Hastings Kamuzu Banda (1964–1966)

### Malta
1. George Borg Olivier (1964–1971)
2. Dom Mintoff (1971–1974)

### Mauritius
1. Seewoosagur Ramgoolam (1968–1982)
2. Anerood Jugnauth (1982–1992)

### Nigeria
1. Abubakar Tafawa Balewa (1960–1963)

### Pakistan
1. Khawaja Nazimuddin (1952–1953)
2. Mohammad Ali Bogra (1953–1955)
3. Chaudhry Mohammad Ali (1955–1956)

### Sierra Leone
1. Milton Margai (1961–1964)
2. Albert Margai (1964–1967)
3. Siaka Stevens (1967–1971)

### Związek Południowej Afryki
1. Daniel Malan (1948–1954)
2. Johannes Strijdom (1954–1958)
3. Hendrik Verwoerd (1958–1961)

### Tanganika
1. Julius Nyerere (1961–1962)

### Trynidad i Tobago
1. Eric Williams (1962–1976)

### Uganda
1. Milton Obote (1962–1963)

### Rodezja Południowa[a]
1. Godfrey Huggins (1933–1953)
2. Garfield Todd (1953–1958)
3. Edgar Whitehead (1958–1962)
4. Winston Field (1962–1964)
5. Ian Smith (1964–1965 lub spornie do 1979)[b]

### Rodezja Północna
1. Kenneth Kaunda (1964)